# Kościół Najświętszego Serca Pana Jezusa w Gniewkowie
Kościół Najświętszego Serca Pana Jezusa w Gniewkowie – jeden z dwóch rzymskokatolickich kościołów parafialnych w Gniewkowie, w powiecie inowrocławskim, w województwie kujawsko-pomorskim. Należy do dekanatu gniewkowskiego. Mieści się przy ulicy Sobieskiego.

## Historia
Świątynia została wybudowana w stylu neogotyckim w latach 1894–1895 jako kościół ewangelicko-unijny dla powstałej 1886 roku gminy protestanckiej. W latach trzydziestych XX wieku wyremontowano dach świątyni. 4 maja 1945 budowla została przekazana kościołowi katolickiemu o trzymała wezwanie Najświętszego Serca Pana Jezusa. W 1947 roku zbór poewangelicki stał się kościołem pomocniczym parafii św. Mikołaja. 1 lipca 1969 została utworzona nowa parafia pod wezwaniem Najświętszego Serca Pana Jezusa przez księdza kardynała Stefana Wyszyńskiego i kościół pomocniczy stał się parafialnym. Pierwszym proboszczem został ksiądz Włodzimierz Rabczewski.